# Asteroide citerosecante
Un asteroide citerosecante è un asteroide del sistema solare la cui orbita interseca quella del pianeta Venere. Gli asteroidi citerosecanti propriamente detti devono necessariamente presentare un perielio situato all'interno dell'orbita di Venere, e un afelio situato all'esterno; la lista che segue comprende anche quegli asteroidi che rasentano solamente l'orbita del pianeta, internamente o esternamente, pur non intersecandola mai.
Numerosi asteroidi citerosecanti risultano anche ermeosecanti; tutti i corpi elencati nel prospetto che segue sono inoltre geosecanti.
Gli asteroidi citerosecanti conosciuti sono almeno 2.809, mentre sono 98 quelli che rasentano esternamente l'orbita di Venere.

## Prospetto

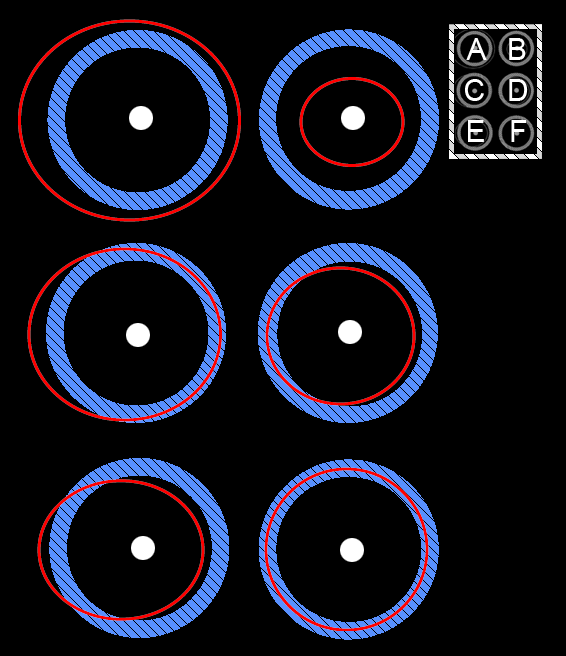
Il grafico mostra le diverse possibili configurazioni orbitali di un asteroide (orbita rossa) rispetto ad un pianeta (orbitante all'interno della fascia azzurra, delimitata da perielio e afelio).
A, B: l'orbita dell'asteroide è esterna (o interna) rispetto a quella del pianeta.
C, D: l'orbita dell'asteroide rasenta esternamente (o internamente) quella del pianeta.
E: l'orbita dell'asteroide interseca quella del pianeta.
F: asteroide e pianeta sono co-orbitali.

- 1566 Icarus  (anche ermeosecante)
- 1862 Apollo
- 1864 Daedalus
- 1865 Cerberus
- 1981 Midas
- 2063 Bacchus
- 2100 Ra-Shalom
- 2101 Adonis  (anche ermeosecante)
- 2201 Oljato
- 2212 Hephaistos  (anche ermeosecante)
- 2340 Hathor  (anche ermeosecante)
- 3200 Phaethon  (anche ermeosecante)
- 3360 Syrinx
- 3362 Khufu
- 3554 Amun
- 3753 Cruithne
- 3838 Epona  (anche ermeosecante)
- 4034 Vishnu
- 4183 Cuno  (radente esternamente)
- 4197 Morpheus
- 4341 Poseidon
- 4450 Pan
- 4581 Asclepius
- 4769 Castalia
- (4953) 1990 MU
- (5131) 1990 BG
- 5143 Heracles  (anche ermeosecante)
- 5381 Sekhmet
- (5590) 1990 VA
- (5604) 1992 FE
- (5660) 1974 MA  (anche ermeosecante)
- (5693) 1993 EA
- 5786 Talos  (anche ermeosecante)
- (5828) 1991 AM
- (6037) 1988 EG
- 6063 Jason
- 6239 Minos
- (8035) 1992 TB  (radente esternamente)
- (8176) 1991 WA
- (8507) 1991 CB1
- 9162 Kwiila
- (9202) 1993 PB
- (10145) 1994 CK1
- (10165) 1995 BL1
- 11500 Tomaiyowit
- (16816) 1997 UF9
- (16960) 1998 QS52  (anche ermeosecante)
- (17182) 1999 VU
- (22753) 1998 WT
- (24443) 2000 OG  (anche ermeosecante)
- (26379) 1999 HZ1
- (30997) 1995 UO5
- (31662) 1999 HP11  (radente esternamente)
- (33342) 1998 WT24  (anche ermeosecante)
- (36284) 2000 DM8
- 37655 Illapa  (anche ermeosecante)
- 38086 Beowulf
- (40267) 1999 GJ4  (anche ermeosecante)
- (41429) 2000 GE2
- (52750) 1998 KK17
- (55532) 2001 WG2
- (65679) 1989 UQ
- (65733) 1993 PC
- (65909) 1998 FH12
- (66063) 1998 RO1  (anche ermeosecante)
- (66146) 1998 TU3  (anche ermeosecante)
- (66253) 1999 GT3  (anche ermeosecante)
- 66391 Moshup  (anche ermeosecante)
- (66400) 1999 LT7  (anche ermeosecante)
- (67381) 2000 OL8
- (68347) 2001 KB67
- (68348) 2001 LO7  (anche ermeosecante)
- (68950) 2002 QF15
- 69230 Hermes
- (85182) 1991 AQ
- (85713) 1998 SS49
- (85770) 1998 UP1
- (85953) 1999 FK21  (anche ermeosecante)
- (85989) 1999 JD6  (anche ermeosecante)
- (85990) 1999 JV6
- (86450) 2000 CK33
- (86667) 2000 FO10  (anche ermeosecante)
- (86829) 2000 GR146
- (86878) 2000 HD24
- (87025) 2000 JT66
- (87309) 2000 QP  (anche ermeosecante)
- (87684) 2000 SY2  (anche ermeosecante)
- (88213) 2001 AF2  (anche ermeosecante)
- (88254) 2001 FM129  (anche ermeosecante)
- (89958) 2002 LY45  (anche ermeosecante)
- (90367) 2003 LC5